# Antony Hewish
Antony Hewish (11. května 1924, Fowey – 13. září 2021) byl britský radioastronom. V roce 1974 obdržel spolu se Sirem Martinem Rylem Nobelovu cenu za fyziku za průkopnický výzkum v oblasti rádiové astrofyziky, především za rozhodující úlohu při objevu pulsarů, které ale objevila Jocelyn Bellová Burnellová.